# Cyaniriodes
Cyaniriodes is een geslacht van vlinders van de familie Lycaenidae, uit de onderfamilie Poritiinae.

## Soorten
- C. andersonii (Moore, 1884)
- C. libna (Hewitson, 1869)